# Тумбес
Тумбес (ісп. Tumbes; кеч. Tumpis) — місто на північному заході Перу на березі однойменної річки. Є адміністративним центром провінції Тумбес, населення міста 94702 людини.

## Клімат
Місто знаходиться у зоні, котра характеризується кліматом помірних степів та напівпустель. Найтепліший місяць — лютий із середньою температурою 27.2 °C (81 °F). Найхолодніший місяць — серпень, із середньою температурою 23.3 °С (74 °F).
| Клімат Тумбеса          | Клімат Тумбеса | Клімат Тумбеса | Клімат Тумбеса | Клімат Тумбеса | Клімат Тумбеса | Клімат Тумбеса | Клімат Тумбеса | Клімат Тумбеса | Клімат Тумбеса | Клімат Тумбеса | Клімат Тумбеса | Клімат Тумбеса | Клімат Тумбеса |
| Показник                | Січ.           | Лют.           | Бер.           | Квіт.          | Трав.          | Черв.          | Лип.           | Серп.          | Вер.           | Жовт.          | Лист.          | Груд.          | Рік            |
| Абсолютний максимум, °C | 32             | 33             | 33             | 33             | 32             | 32             | 32             | 31             | 31             | 32             | 32             | 32             | 33             |
| Середній максимум, °C   | 29             | 30             | 30             | 30             | 29             | 27             | 26             | 25             | 26             | 26             | 27             | 28             | 28             |
| Середня температура, °C | 26             | 27             | 27             | 27             | 26             | 25             | 23             | 23             | 23             | 23             | 24             | 26             | 25             |
| Середній мінімум, °C    | 23             | 23             | 23             | 23             | 22             | 22             | 20             | 20             | 20             | 21             | 21             | 22             | 22             |
| Абсолютний мінімум, °C  | 20             | 20             | 20             | 18             | 17             | 12             | 12             | 15             | 15             | 16             | 15             | 17             | 12             |
| Норма опадів, мм        | 10             | 40             | 10             | 60             | 0              | 0              | 10             | 0              | 0              | 0              | 0              | 0              | 80             |
| ----------------------- | -------------- | -------------- | -------------- | -------------- | -------------- | -------------- | -------------- | -------------- | -------------- | -------------- | -------------- | -------------- | -------------- |
| Джерело: Weatherbase    |                |                |                |                |                |                |                |                |                |                |                |                |                |

## Історія
Перші поселення на місці сучасного міста Тумбес виникли ще в доінкську епоху, вважається що там проживали племена «тумпіс» (ісп. tumpis). В XV столітті Інка Пачакутек приєднав Тумбес і прилеглі території до Імперії Інків.
Європейці відкрили Тумбес під час першої експедиції Франсіско Пісарро в 1528 році, з Тумбесу фактично почалося іспанське завоювання Перу. Під час другої експедиції в 1532 році місто було завойоване і підкорене загоном Пісарро, в місті було встановлено хрест як знак території, яка відтепер належить Іспанії. У Тумбесі Пісарро найняв двох індіанців-перекладачів, які потім значно сприяли йому в завоюванні Перу.
Під час колоніального періоду Тумбес був малонаселених провінційним містом, що підпорядковувалося Аудієнції в Кіто. Після початку війни за незалежність іспанських колоній в Тумбесі прийняли рішення перейти під юрисдикцію незалежного Перу. Велика Колумбія оскаржила це рішення, потім це також оскаржував Еквадор, що призвело до низки збройних конфліктів. В результаті Перуано-еквадорської війни 1941 року відповідно до протоколу, підписаного в Ріо-де-Жанейро, Тумбес був остаточно визнаний територією Перу, хоча згодом багатьма еквадорськими політиками заперечувався цей факт. В 1998 році, в Бразиліа, був підписаний остаточний договір, що врегулював територіальні суперечки Перу і Еквадору.

## Фото

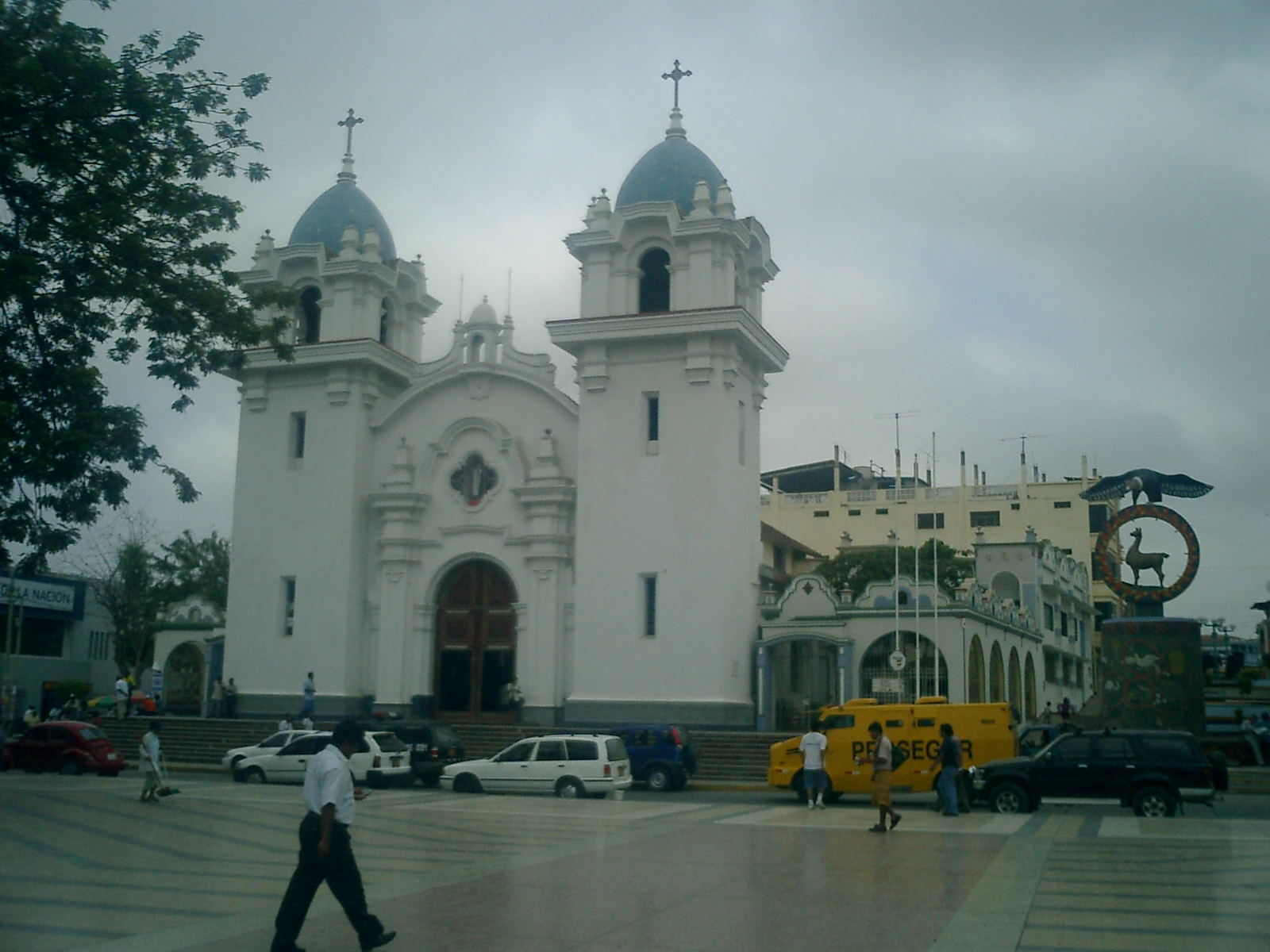
Кафедральний собор Тумбес.
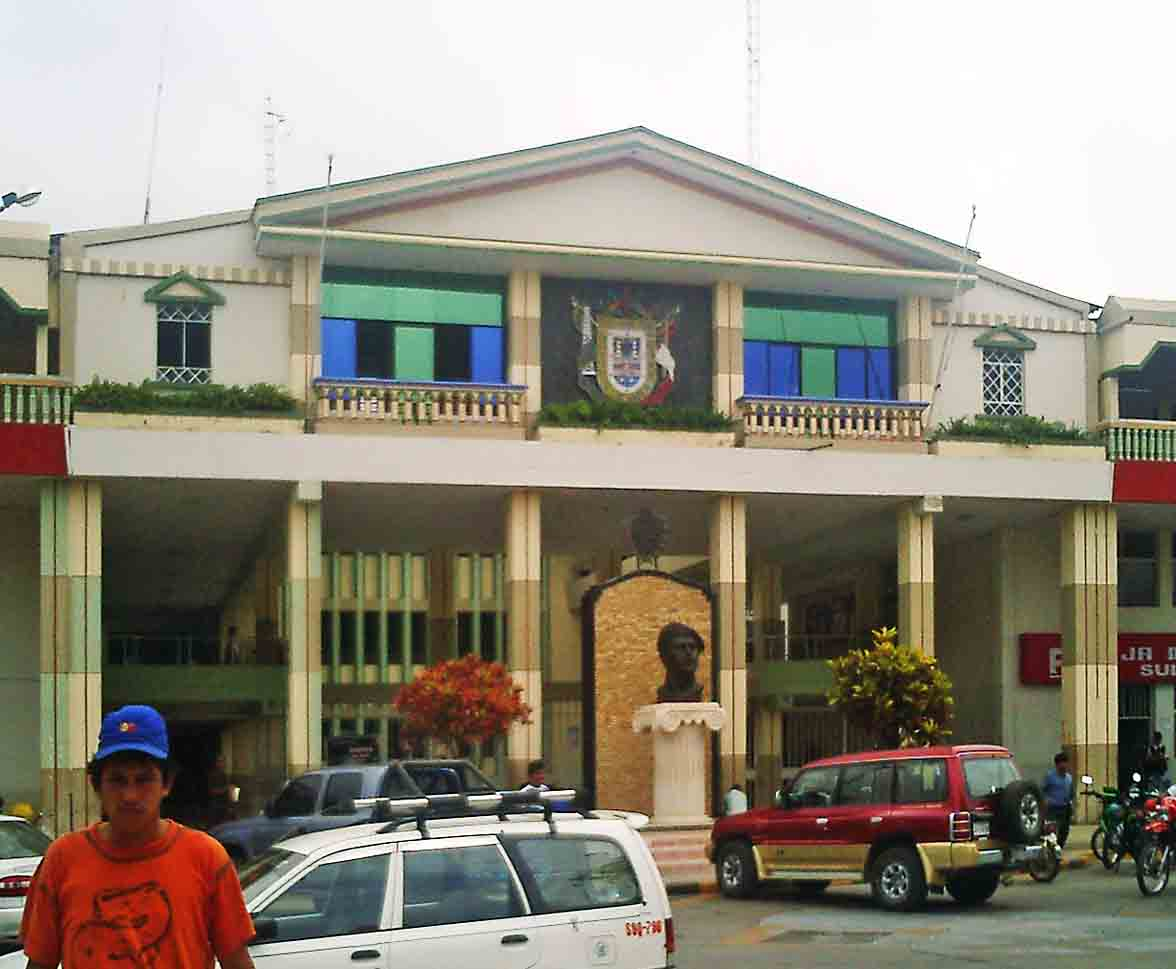
Муніципалітет.
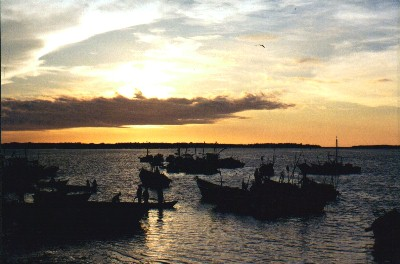
Бухта Пісарро.
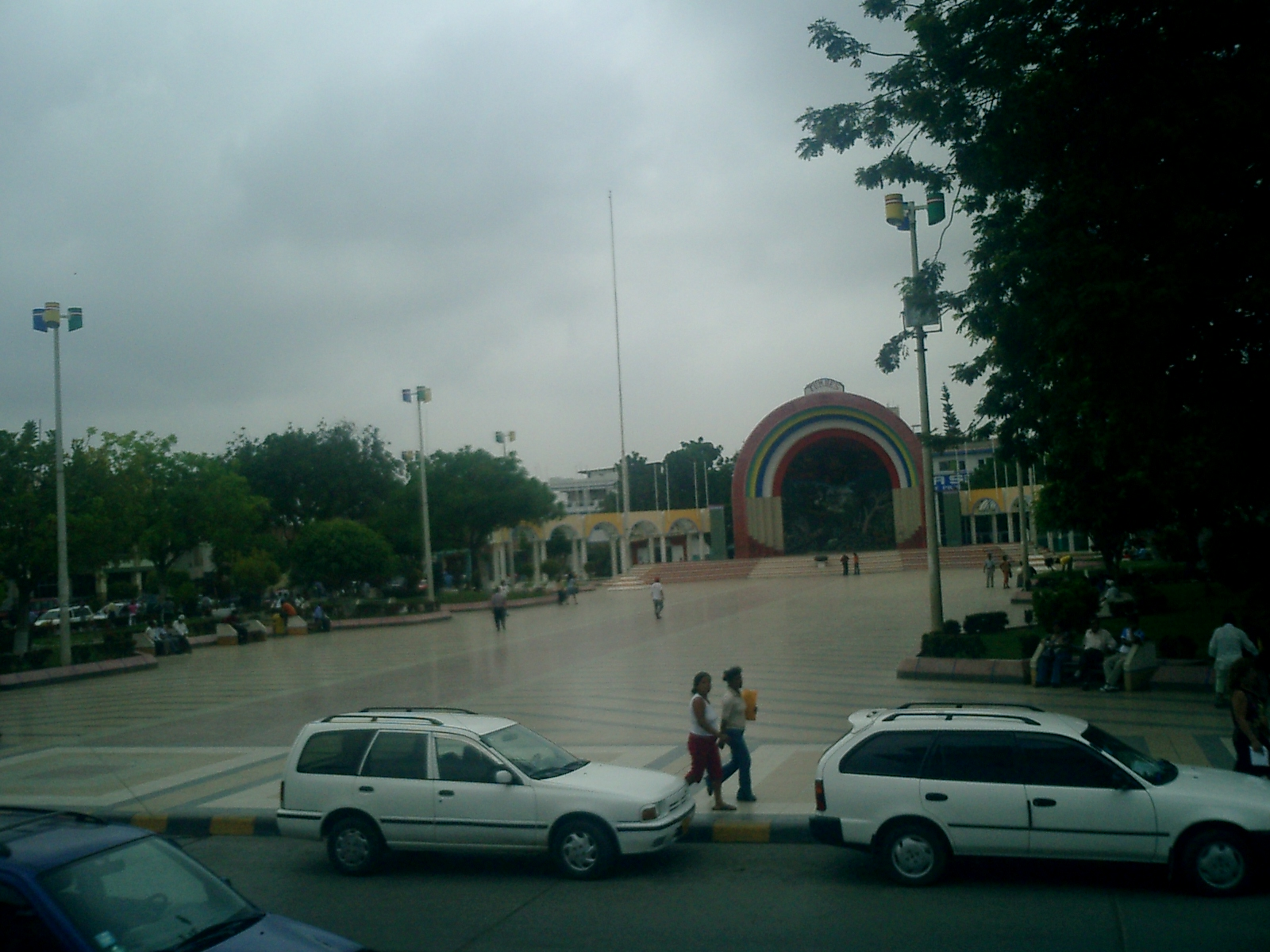
Центральна площа.